# Kat DeLuna
Kathleen Emperatriz "Kat" DeLuna (The Bronx, New York, 17. studenoga 1987.)  je američka pop i R&B pjevačica. Trenutačno ima ugovor s producentskom kućom Universal Motown, dok je prije imala ugovor s producentskom kućom Epic Records. Prepoznatljiva je po svome velikom rasponu glasa, te je dobila nagradu Latin Billboard Music za svoj debitantski singl "Whine Up".

## Karijera
DeLuna je 2006. godine potpisala ugovor s diskografskom kućom Epic Records te izdala debitantski singl "Whine Up" u ljeto 2007., koji je dosegnuo 29. poziciju na Billboard Hot 100 listi singlova. Zatim je izdala i album naziva 9 Lives 7. kolovoza 2007., koji je zauzeo 58. mjesto na Billboard 200.
"Am I Dreaming" je trebao biti drugi singl ali iz nepoznatih razloga nije lansiran, iako je DeLuna snimila i spot za pjesmu u Dominikanskoj Republici.
Krajem 2007. surađivala je s Omarionom na pjesmi "Cut It Off Time", koja je izdana kao prvi singl s Feel the Noise soundtracka. Pjesma je zauzela 23. mjesto na Billboard's Bubbling Under Hot 100 listi.
Početkom 2008. njezina diskografska kuća se odlučila na re-izdanje debi albuma, zajedno s drugim internacionalnim singlom "Run The Show" (Feat. Busta Rhymes), koji je dosegao tek 17. mjesto na Billboard's Bubbling Under Hot 100 listi. Zbog neuspjeha singla, re-izdanje albuma za SAD je bilo otkazano.
Kako je njezin uspjeh sa singlom u Americi oslabio, DeLuna je doživjela uspjeh u Francuskoj, dosežući prvu poziciju singla "Run The Show" na nekoliko tjedana. Zatim je DeLuna slavila na dodjeli Latin Billboard Music Awards 2008., osvojivši 'Latin Dance Club Play Track Of The Year' nagradu za singl "Whine Up".  U listopadu 2008. je izdan singl "Breathing Your Love" švedskog pjevača Darina, na kojom gostuje DeLuna. Pjesma je postala veliki hit u Švedskoj zauzevši drugo mjesto, te je dosegla trinaestu poziciju u Finskoj. U ljeto 2010. je izdala debi singl "Push Push" (feat. Akon) sa svog drugog albuma Inside Out

## Albumi
- 2007.: 9 Lives
- 2010.: Inside Out

## Vanjske poveznice
- Službena stranica
- Kat DeLuna na YouTube-u
- Kat DeLuna na Twitteru